# 智猪博弈
在博弈论中，智猪博弈（英語：Boxed pigs game）是一个著名的例子，用来说明纳什均衡。

## 分析
在长条形的猪圈中关着大小两头猪。猪圈一端有一个猪食槽，另一端有一个按钮，可以控制猪食槽中的食物，按下按钮后就有10单位的猪食进入食槽。大猪进食的速度快，如果大猪先到达食槽处，可以吃到9个单位的猪食（小猪吃到剩余的食物，下同）；如果同时到达，大猪吃到7个单位猪食；如果小猪先到，大猪吃到6个单位。另外，按下按钮者跑到猪食槽处需要付出2单位猪食的代价。假设两头猪从按钮处跑到猪食槽处所需时间相同。
两头猪都有两种选择：按按钮后跑到猪食槽，或者在猪食槽处等待。因此，可以列出下列支付矩阵（行表示大猪，列表示小猪）：
|        | 按按钮 | 等待 |
| 按按钮 | 5, 1   | 4, 4 |
| 等待   | 9, -1  | 0, 0 |

容易看出，无论大猪如何选择，小猪选择等待获得的收益总是比按按钮更高。换言之，小猪选择等待是一个优势策略。给定小猪选择等待，大猪会选择按按钮去获得更大的收益。因此，整个博弈的纳什均衡是大猪按按钮，小猪等待。:10

## 现实中的例子
在市场中，大企业和小企业类似智猪博弈中大猪和小猪的关系。按下按钮好比研发推出新产品，可以为企业带来高额利润，但需要的成本只有大企业负担得起。因此，小企业更愿意选择模仿大企业的技术创新，紧随其后出售廉价产品占据市场份额。:11